# Conteville-lès-Boulogne

Conteville-lès-Boulogne este o comună în departamentul Pas-de-Calais, Franța. În 1 ianuarie 2022 avea o populație de 531 de locuitori.